# کاترین پی هایر
کاترین پاتریشیا "کی" هایر (به انگلیسی: Kathryn Patricia "Kay" Hire) فضانورد اهل ایالات متحده آمریکا است که در ۲۶ اوت ۱۹۵۹ میلادی در موبیل، آلاباما زاده شد. وی در مأموریت اس‌تی‌اس-۹۰، اس‌تی‌اس-۱۳۰ حضور داشته‌است.